# Ace Cannon
John „Ace” Cannon (ur. 5 maja 1934 w Grenadzie, zm. 6 grudnia 2018 w Calhoun City) – amerykański saksofonista altowy i tenorowy. Jeden z najlepszych artystów nagrywających dla wytwórni Hi Records w latach 60. XX wieku.

## Życiorys
Zaczął grać na saksofonie, mając 10 lat. Jego ojciec, Johnny Cannon Sr., po przeprowadzce do Memphis dorabiał, m.in. grając
na skrzypcach i gitarze w zespole Joe, Slim and Johnny – the Jodelling Cabbies. Gdy Johnny Jr. opanował już grę na saksofonie, zarabiał, grając razem z ojcem na ulicach Memphis. Uczył się w Hollywood Junior High School i Memphis Technical High School, którą ukończył w 1952. W obu placówkach był członkiem szkolnych orkiestr. Potem, w ramach programu muzycznego, przez dwa semestry uczęszczał do Memphis State University. Zrezygnował jednak z nauki, ożenił się, mając 19 lat, i podjął pracę w biurze Layne&Bowler, firmy produkującej pompy wodne (pracował tam przez 6 lat). Wieczorami grywał w miejscowych klubach, występując wraz z takimi muzykami i zespołami jak Buck "Snuffy" Turner and his Buckaroos, Clyde Leoppard & the Snearly Ranch Boys czy Billy Lee Riley & Little Green Man. Jego debiutanckim nagraniem było "Pearly Lee" z Rileyem w 1957. Pierwszymi nagraniami singlowym dokonanymi przez Cannona dla Hi Records w Nashville były "You Are My Sunshine" i "Tootsie". W 1959 zaczął występować w składzie cieszącego się dużą popularnością Bill Black Combo, z którym koncertował i nagrywał płyty i dopiero wtedy zrezygnował z pracy w dotychczasowej firmie. Z Combo grał do 1961. Od 1959 pracował jako muzyk sesyjny dla Sun Records.
Szerszej publiczności dał się poznać podczas występów w znanych programach telewizyjnych prowadzonych przez Eda Sullivana, Merva Griffina, Dicka Clarka czy Buddy Deana.
W październiku 1961 nagrał dla Hi Records (już pod swoim nazwiskiem) utwór "Tuff", w którym towarzyszyli mu inni muzycy Bill Black's Combo. Po rozwikłaniu pewnych kłopotów związanych z prawami autorskimi, Hi Records ponownie promowała utwór. W rezultacie "Tuff" dotarł do 17. miejsca na amerykańskiej liście Billboard Hot 100 w 1962. Pod koniec stycznia nagrano cały album ("Tuff" Sax), a kolejny singiel "Blues (Stay Away from Me)" osiągnął w tym samym roku miejsce 36.
Zespół, z którym Ace Cannon nagrywał płytę, był już jego własną grupą, występującą też z innym artystą Sun Records "Jumpin'" Genem Simmonsem. W skład zespołu Cannona wchodzili: Carl Simmons (gitara), Jesse Carter (kontrabas), Charles Eldred (fortepian) i Kenny Earwood (perkusja). Muzycy ci współpracowali ze sobą do chwili, gdy Eldred i Earwood zginęli w wypadku samochodowym. Niedługo potem zespół został rozwiązany.
W kwietniu 1965 Ace Cannon nagrał płytę Ace Cannon Live (HL 12025). Jak podał Nick Pesce w opisie płyty, album był nagrywany podczas występu saksofonisty przed publicznością zgromadzoną w studiu nagrań. Pesce twierdzi, że był to pierwszy tego typu przypadek, dotychczasowe nagrania live powstawały bowiem podczas koncertowych występów w salach koncertowych czy lokalach.
W 1986 zaproszono go do All Star Country Band, którego członkowie brali udział w telewizyjnej Country Music Academy TV Special.
W 1987 był też jednym z muzyków, którzy nagrali album The Class of '55 (inne gwiazdy to: Jerry Lee Lewis, Carl Perkins, Roy Orbison i Johnny Cash). Sukces albumu skutkował wspólną trasą koncertową Cannona i Carla Perkinsa po Stanach Zjednoczonych i krajach skandynawskich.
Ace Cannon nagrał łącznie ponad 60 albumów muzycznych. Z równą swobodą i perfekcją wykonywał utwory należące do wielu różnych gatunków muzycznych: rocka, rockabilly, country, soulu, jazzu czy bluesa.
Był nominowany do Grammy Awards za instrumentalny utwór "Blues Eyes Crying in the Rain" oraz wspólnie z Bill Black Combo za "Going Back to Memphis". W 2000 Cannon został umieszczony w Smithsonian Rock and Soul Hall of Fame oraz w International Rockabilly Hall of Fame. Figuruje też w Memphis Music Hall of Fame. 9 grudnia 2008 Cannon został przyjęty w poczet Mississippi Musician's Hall of Fame.
W maju 2007 w jego rodzinnym mieście odbył się po raz pierwszy Ace Cannon Festival. W maju 2009 w uznaniu dla jego życiowego dorobku i zasług dla przemysłu muzycznego otrzymał nagrodę Mississippi Legislative Award.
Mieszkał w Calhoun City, mieście w hrabstwie Calhoun, w którym osiedlił się pod koniec lat 80.

## Dyskografia
- 1962 Tuff Sax
- 1962 Lookin' Back with Ace Cannon
- 1963 The Moaning Sax of Ace Cannon
- 1964 Ace Hi
- 1964 Ace Cannon Plays the Great Show Tunes
- 1964 Christmas Cheers from Ace Cannon,
His Alto Sax and Chorus
- 1965 Ace Cannon Live (live)
- 1965 Nashville Hits
- 1966 Sweet and Tuff
- 1967 Misty Sax of Ace Cannon
- 1968 Memphis Golden Hits
- 1968 Incomparable Sax
- 1969 In the Spotlight
- 1969 Ace of Sax
- 1970 The Happy and Mellow Sax of Ace Cannon
- 1971 Cool and Saxy
- 1971 Blowing Wild
- 1972 Cannon Country – Ace That Is
- 1973 Baby, Don't Get Hooked on Me
- 1973 Country Comfort
- 1974 That Music City Feeling
- 1975 Super Sax Country Style
- 1976 Peace in the Valley
- 1977 After Hours with Ace Cannon
- 1978 Sax Man
- 1982 Ace Cannon Volume 1
- 1982 Ace Cannon Volume 2
- 1983 Holiday with Ace
- 1983 Memphis Golden Hits
- 1984 Ace in the Hole
- 1986 Golden Memories
- 1987 Help Me Make It through the Night
- 1993 Sweet Dreams
- 1994 Music for Lovers
- 1994 The Entertainer
- 1995 Rockin' Robin
- 1995 Ace Cannon Plays Gold Favorites
- 1995 For the Good Times (z Halem Hirtem)
- 1996 Hank Williams Songbook
- 1999 Blues Sax for the Millennium
- 2000 The Cannon Explosion
- 2002 Back to the Beginning